# Danvikshems kyrka

Danvikshems kyrka är en kyrksal inom Nacka församling i Stockholms stift.

## Byggnaden
Kyrkan ligger inne i Danvikshems äldreboende i västra Nacka, invid Saltsjön. Danvikshem uppförde 1915, och kyrksalen ersatte den tidigare kyrkan/hospitalsbyggnaden från 1725, som ännu finns kvar (se Danvikens Hospital. Danvikshem byggdes för 400 boende och kyrksalen byggdes för att alla skulle kunna få plats. Arkitekten var Aron Johansson.
Danvikshems kyrka uppfördes i jugendstil med mörkbonad furu och väggar i vit puts. Bland de äldre inventarierna kan nämnas följande :
- Tre dörrar med medeltida målningar från två altarskåp som hittades på vinden i det gamla hospitalet. Målningarna är från 1510, och sedan 1951 är de deponerade hos Statens historiska museum.
- Två kopior av målningar utförda av Jacob Jordaes, Herdarnas tillbedjan samt Korsfästelsen
- Diverse silverföremål från Danvikens Hospital är deponerade hos Statens historiska museum sedan 1968.
- Orgeln med 14 stämmor är tillverkad 1915 av Åkerman & Lund Orgelbyggeri och bevarad i ursprungligt skick.

### Webbkällor
- Stockholms stift